# Mistrovství Evropy v zápasu řecko-římském 2012
Mistrovství Evropy v zápasu řecko-římském 2012 se konalo v Bělehradě, Srbsko v březnu 2012.

## Výsledky
| Kategorie | Zlato            | Stříbro            | Bronz                 | Bronz              |
| --------- | ---------------- | ------------------ | --------------------- | ------------------ |
| -55 kg    | Elčin Alijev     | Péter Módos        | Aleksandar Kostadinov | Fatih Üçüncü       |
| -60 kg    | István Lévai     | Ivo Angelov        | Aslan Abdullin        | Davor Štefanek     |
| -66 kg    | Frank Stäbler    | Georgian Carpen    | Aleksandar Maksimović | Islambek Albijev   |
| -74 kg    | Roman Vlasov     | Manučar Cchadaija  | Arsen Džulfalakjan    | Alexandr Kazakevič |
| -84 kg    | Christo Marinov  | Damian Janikovski  | Žan Beleňuk           | Viktor Lőrincz     |
| -96 kg    | Artur Aleksanjan | Mindaugas Ežerskis | Šalva Gadabadze       | Serhij Rutynko     |
| -120 kg   | Rıza Kaya'alp    | Chasan Barojev     | Jurij Patrikejev      | Jevgenij Orlov     |